# Cesare Cattaneo Della Volta
Cesare Cattaneo Della Volta (ur. 1680, zm. 1756) – genueński polityk.
Od 6 marca 1748 do 6 marca 1750 roku był dożą Republiki Genui.